# 3. Liga 2018/19
De 3. Liga 2018/19 is het elfde seizoen van de 3. Liga, het derde voetbalniveau van de Duitse voetbalpiramide. Nieuw in de 3. Liga zijn Eintracht Braunschweig en 1. FC Kaiserslautern uit de 2. Bundesliga en KFC Uerdingen 05, TSV 1860 München en Energie Cottbus als promovendi vanuit de Regionalliga.
Het seizoen begon op 27 juli 2018 en eindigde op zaterdag 18 mei 2019.

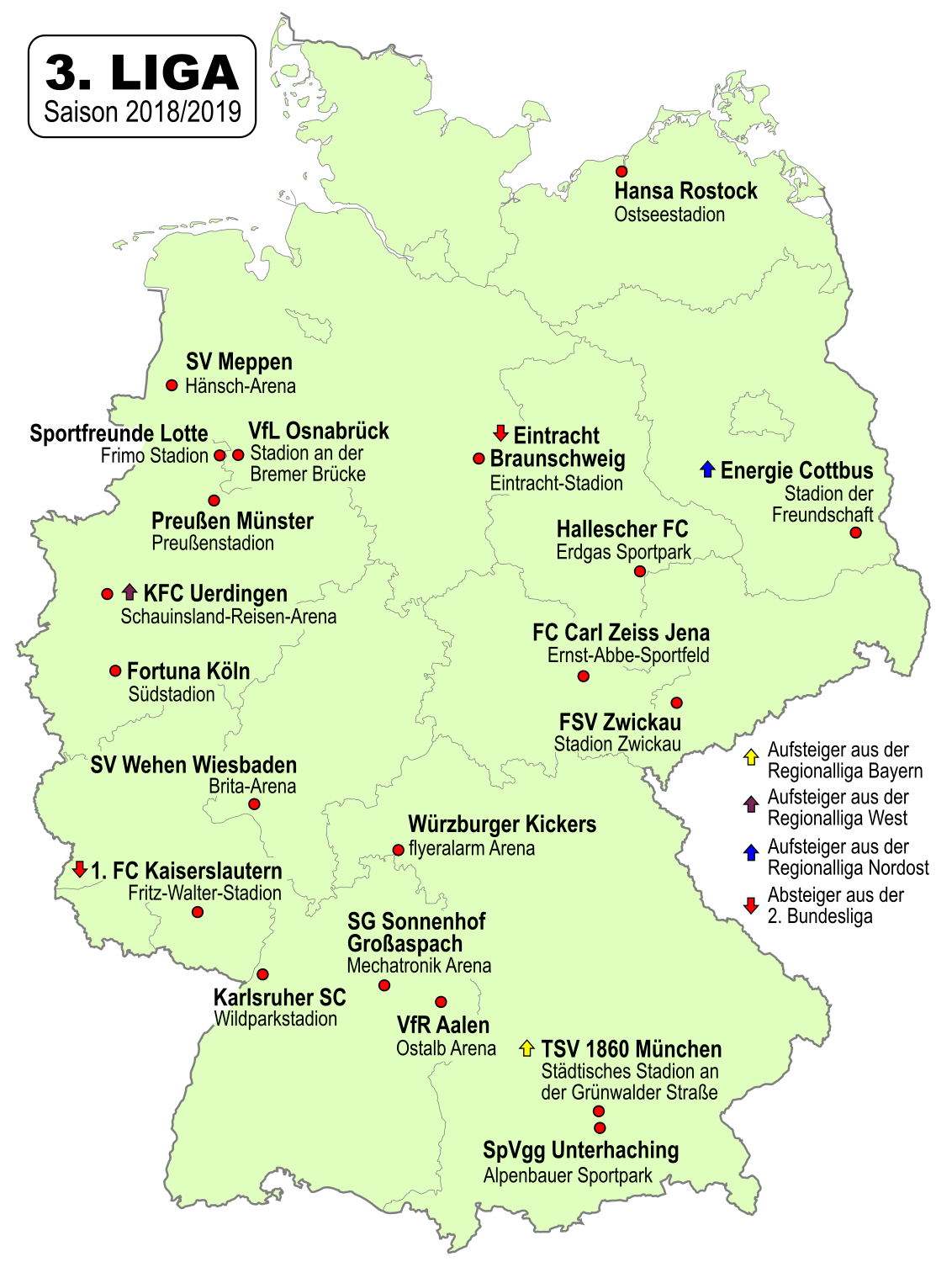
Ploegen die in 2018/19 in de 3. Liga actief zijn

## Clubs

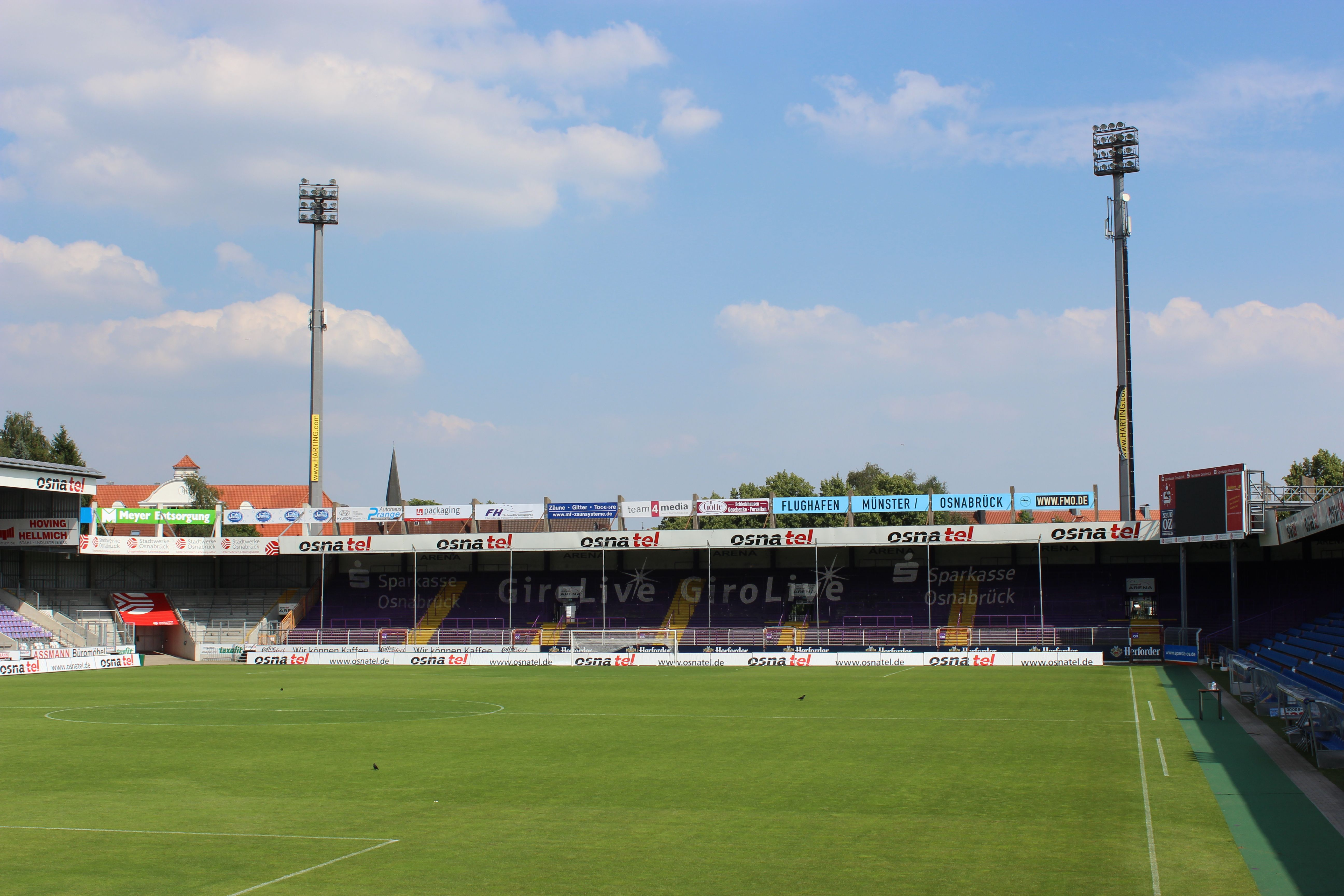
Osnatel Arena, thuisbasis van kampioen VfL Osnabrück

| Club                    | Plaats             | Deelstaat                 | Stadion                                      | Capaciteit |
| ----------------------- | ------------------ | ------------------------- | -------------------------------------------- | ---------- |
| 1860 München            | München            | Beieren                   | Städtisches Stadion an der Grünwalder Straße | 15.000     |
| VfR Aalen               | Aalen              | Baden-Württemberg         | Scholz Arena                                 | 14.500     |
| FC Carl Zeiss Jena      | Jena               | Thüringen                 | Ernst-Abbe-Sportfeld                         | 15.610     |
| Energie Cottbus         | Cottbus            | Brandenburg               | Stadion der Freundschaft                     | 22.528     |
| SC Fortuna Köln         | Keulen             | Noordrijn-Westfalen       | Südstadion                                   | 14.800     |
| Hallescher FC           | Halle an der Saale | Saksen-Anhalt             | Erdgas Sportpark                             | 15.057     |
| Hansa Rostock           | Rostock            | Mecklenburg-Voor-Pommeren | DKB-Arena                                    | 29.000     |
| Karlsruher SC           | Karlsruhe          | Baden-Württemberg         | Wildparkstadion                              | 29.699     |
| KFC Uerdingen 05        | Uerdingen          | Noordrijn-Westfalen       | Grotenburg-Stadion                           | 34.500     |
| Sportfreunde Lotte      | Lotte              | Noordrijn-Westfalen       | ConnectM-Arena                               | 7.474      |
| SV Meppen               | Meppen             | Nedersaksen               | Hänsch-Arena                                 | 16.500     |
| VfL Osnabrück           | Osnabrück          | Nedersaksen               | Osnatel Arena                                | 16.667     |
| Preußen Münster         | Münster            | Noordrijn-Westfalen       | Preußenstadion                               | 15.050     |
| Rot-Weiß Erfurt         | Erfurt             | Thüringen                 | Steigerwaldstadion                           | 17.500     |
| SG Sonnenhof Großaspach | Aspach             | Baden-Württemberg         | Mechatronik Arena                            | 10.000     |
| SpVgg Unterhaching      | Unterhaching       | Beieren                   | Alpenbauer Sportpark                         | 15.053     |
| SV Wehen Wiesbaden      | Taunusstein        | Hessen                    | Brita-Arena                                  | 12.250     |
| Werder Bremen II        | Bremen             | Bremen                    | Weserstadion Platz 11                        | 5.500      |
| FC Würzburger Kickers   | Würzburg           | Beieren                   | Flyeralarm Arena                             | 10.006     |
| FSV Zwickau             | Zwickau            | Saksen                    | Stadion Zwickau                              | 10.134     |

## Stand
| Pos | Team                   | Wed | W  | G  | V  | Ptn | DV | DT | +/− | Promotie, kwalificatie of degradatie |
| --- | ---------------------- | --- | -- | -- | -- | --- | -- | -- | --- | ------------------------------------ |
| 1   | VfL Osnabrück (K, P)   | 38  | 22 | 10 | 6  | 76  | 56 | 31 | +25 | Promotie naar de 2. Bundesliga       |
| 2   | Karlsruher SC (P)      | 38  | 20 | 11 | 7  | 71  | 64 | 38 | +26 | Promotie naar de 2. Bundesliga       |
| 3   | Wehen Wiesbaden (Q)    | 38  | 22 | 4  | 12 | 70  | 71 | 47 | +24 | Play-off                             |
| 4   | Hallescher FC          | 38  | 19 | 9  | 10 | 66  | 47 | 34 | +13 |                                      |
| 5   | Würzburger Kickers     | 38  | 16 | 9  | 13 | 57  | 56 | 45 | +11 |                                      |
| 6   | Hansa Rostock          | 38  | 14 | 13 | 11 | 55  | 47 | 46 | +1  |                                      |
| 7   | FSV Zwickau            | 38  | 14 | 10 | 14 | 52  | 49 | 47 | +2  |                                      |
| 8   | Preußen Münster        | 38  | 15 | 7  | 16 | 52  | 48 | 50 | −2  |                                      |
| 9   | 1. FC Kaiserslautern   | 38  | 13 | 12 | 13 | 51  | 49 | 51 | −2  |                                      |
| 10  | SpVgg Unterhaching     | 38  | 11 | 15 | 12 | 48  | 53 | 46 | +7  |                                      |
| 11  | KFC Uerdingen          | 38  | 14 | 6  | 18 | 48  | 47 | 62 | −15 |                                      |
| 12  | 1860 München           | 38  | 12 | 11 | 15 | 47  | 48 | 52 | −4  |                                      |
| 13  | SV Meppen              | 38  | 13 | 8  | 17 | 47  | 48 | 53 | −5  |                                      |
| 14  | Carl Zeiss Jena        | 38  | 11 | 13 | 14 | 46  | 48 | 57 | −9  |                                      |
| 15  | Sonnenhof Großaspach   | 38  | 9  | 18 | 11 | 45  | 38 | 39 | −1  |                                      |
| 16  | Eintracht Braunschweig | 38  | 10 | 15 | 13 | 45  | 48 | 54 | −6  |                                      |
| 17  | Energie Cottbus (R)    | 38  | 12 | 9  | 17 | 45  | 51 | 58 | −7  | Gedegradeerd naar de Regionalliga    |
| 18  | Sportfreunde Lotte (R) | 38  | 9  | 13 | 16 | 40  | 31 | 46 | −15 | Gedegradeerd naar de Regionalliga    |
| 19  | Fortuna Köln (R)       | 38  | 9  | 12 | 17 | 39  | 38 | 64 | −26 | Gedegradeerd naar de Regionalliga    |
| 20  | VfR Aalen (R)          | 38  | 6  | 13 | 19 | 31  | 45 | 62 | −17 | Gedegradeerd naar de Regionalliga    |

## Statistieken

### Topscorers
- In onderstaand overzicht zijn alleen de spelers opgenomen met elf of meer treffers achter hun naam.

| № | Naam               | Club               | Goals | Duels |
| - | ------------------ | ------------------ | ----- | ----- |
| 1 | Marvin Pourié      | Karlsruher SC      | 22    | 37    |
| 2 | Manuel Schäffler   | SV Wehen Wiesbaden | 16    | 32    |
| 3 | Anton Fink         | Karlsruher SC      | 15    | 38    |
| 4 | Daniel-Kofi Kyereh | SV Wehen Wiesbaden | 15    | 34    |
| 5 | Nick Proschwitz    | SV Meppen          | 14    | 27    |
| 5 | Stephan Hain       | KFC Uerdingen      | 13    | 28    |
| 6 | Stefan Schimmer    | KFC Uerdingen      | 13    | 34    |